# Bannister
Bannister – obszar niemunicypalny w Kern County, w Kalifornii (Stany Zjednoczone), na wysokości 106 m. Znajduje się 15 km na południowy zachód od Bakersfield.